# Femme Fatale Tour
Femme Fatale Tour je sedmé koncertní turné americké zpěvačky Britney Spears. Proběhlo na podporu jejího sedmého studiového alba Femme Fatale. Začalo 16. června 2011 skončilo 10. prosince 2011. Turné probíhalo v Severní Americe, v Evropě v Asii a v Jižní Americe.

## DVD záznam
Americká televize Epix natočila záznam koncertu v Torontu 13. a 14. srpna 2011. Vysílal se v televizi 12. listopadu 2011 pod názvem  Britney Spears Live: The Femme Fatale Tour. Na DVD byl vydán 21. listopadu 2011. K sehnání je dokonce i v 3D verzi.

## Seznam písní
1. "Hold It Against Me"
2. "Up N' Down"
3. "3"
4. "Piece of Me"
5. "Big Fat Bass"
6. "How I Roll"
7. "Lace and Leather"
8. "If U Seek Amy"
9. "Gimme More"
10. "(Drop Dead) Beautiful"
11. "He About to Lose Me" (Pouze v USA)
12. "Boys"
13. "Don't Let Me Be the Last to Know"
14. "...Baby One More Time"
15. "S&M" (Britneyina část z remixu S&M od Rihanny)
16. "Trouble for Me"
17. "I'm a Slave 4 U"
18. "Burning Up" (Píseň od Madonny, Pouze v USA)
19. "I Wanna Go"
20. "Womanizer"
21. "Toxic"
22. "Till the World Ends"

## Seznam vystoupení
| Datum              | Město               | Stát                    | Místo vystoupení                            |
| ------------------ | ------------------- | ----------------------- | ------------------------------------------- |
| Severní Amerika    |                     |                         |                                             |
| 16. června 2011    | Sacramento          | Spojené státy americké  | Power Balance Pavilion                      |
| 18. června 2011    | San José            | Spojené státy americké  | HP Pavilion at San Jose                     |
| 20. června 2011    | Los Angeles         | Spojené státy americké  | Staples Center                              |
| 22. června 2011    | Phoenix             | Spojené státy americké  | Jobing.com Arena                            |
| 24. června 2011    | Anaheim             | Spojené státy americké  | Honda Center                                |
| 25. června 2011    | Las Vegas           | Spojené státy americké  | MGM Grand Garden Arena                      |
| 28. června 2011    | Portland            | Spojené státy americké  | Rose Garden                                 |
| 29. června 2011    | Tacoma              | Spojené státy americké  | Tacoma Dome                                 |
| 1. července 2011   | Vancouver           | Kanada                  | Rogers Arena                                |
| 4. července 2011   | Winnipeg            | Kanada                  | MTS Centre                                  |
| 6. července 2011   | Saint Paul          | Spojené státy americké  | Xcel Energy Center                          |
| 8. července 2011   | Chicago             | Spojené státy americké  | United Center                               |
| 9. července 2011   | Milwaukee           | Spojené státy americké  | Marcus Amphitheater                         |
| 12. července 2011  | Dallas              | Spojené státy americké  | American Airlines Center                    |
| 13. července 2011  | Houston             | Spojené státy americké  | Toyota Center                               |
| 15. července 2011  | New Orleans         | Spojené státy americké  | New Orleans Arena                           |
| 17. červwnce 2011  | Atlanta             | Spojené státy americké  | Philips Arena                               |
| 18. července 2011  | Nashville           | Spojené státy americké  | Bridgestone Arena                           |
| 20. července 2011  | Orlando             | Spojené státy americké  | Amway Center                                |
| 22. července 2011  | Miami               | Spojené státy americké  | American Airlines Arena                     |
| 23. července 2011  | Jacksonville        | Spojené státy americké  | Jacksonville Veterans Memorial Arena        |
| 26. července 2011  | Cleveland           | Spojené státy americké  | Quicken Loans Arena                         |
| 28. července 2011  | Detroit             | Spojené státy americké  | The Palace of Auburn Hills                  |
| 30. července 2011  | Philadelphia        | Spojené státy americké  | Wells Fargo Center                          |
| 31. července 2011  | Washington, D.C.    | Spojené státy americké  | Verizon Center                              |
| 2. srpna 2011      | Uniondale           | Spojené státy americké  | Nassau Veterans Memorial Coliseum           |
| 5. srpna 2011      | East Rutherford     | Spojené státy americké  | Izod Center                                 |
| 6. srpna 2011      | Atlantic City       | Spojené státy americké  | Boardwalk Hall                              |
| 8. srpna 2011      | Boston              | Spojené státy americké  | TD Garden                                   |
| 9. srpna 2011      | Hartford            | Spojené státy americké  | XL Center                                   |
| 11. srpna 2011     | Montreal            | Kanada                  | Bell Centre                                 |
| 13. srpna 2011     | Toronto             | Kanada                  | Air Canada Centre                           |
| 14. srpna 2011     | Toronto             | Kanada                  | Air Canada Centre                           |
| 17. srpna 2011     | Grand Rapids        | Spojené státy americké  | Van Andel Arena                             |
| 19. srpna 2011     | Pittsburgh          | Spojené státy americké  | Consol Energy Center                        |
| 20. srpna 2011     | Columbus            | Spojené státy americké  | Nationwide Arena                            |
| 22. srpna 2011     | Indianapolis        | Spojené státy americké  | Conseco Fieldhouse                          |
| 24. srpna 2011     | Raleigh             | Spojené státy americké  | RBC Center                                  |
| 25. srpna 2011     | Charlotte           | Spojené státy americké  | Time Warner Cable Arena                     |
| Evropa             |                     |                         |                                             |
| 22. září 2011      | Petrohrad           | Rusko                   | Ice Palace Saint Petersburg                 |
| 24. září 2011      | Moskva              | Rusko                   | Olimpiysky                                  |
| 27. září 2011      | Kyjev               | Ukrajina                | Kiev Palace of Sports                       |
| 30. září 2011      | Budapešť            | Maďarsko                | Budapest Sports Arena                       |
| 1. října 2011      | Záhřeb              | Chorvatsko              | Arena Zagreb                                |
| 3. října, 2011     | Zurich              | Švýcarsko               | Hallenstadion                               |
| 5. října 2011      | Metz                | Francie                 | Galaxie Amnéville                           |
| 6. října 2011      | Paříž               | Francie                 | Palais Omnisports de Paris-Bercy            |
| 8. října 2011      | Antverpy            | Belgie                  | Sportpaleis                                 |
| 10. října 2011     | Herning             | Dánsko                  | Jyske Bank Boxen                            |
| 11. října 2011     | Malmö               | Švédsko                 | Malmö Arena                                 |
| 14. října 2011     | Helsinki            | Finsko                  | Hartwall Arena                              |
| 16. října 2011     | Stockholm           | Švédsko                 | Ericsson Globe                              |
| 18. října 2011     | Kolín nad Rýnem     | Německo                 | Lanxess Arena                               |
| 19. října 2011     | Rotterdam           | Nizozemsko              | Ahoy Rotterdam                              |
| 21. října 2011     | Montpellier         | Francie                 | Arena Montpellier                           |
| 24. října 2011     | Dublin              | Irsko                   | The O2 Dublin                               |
| 25. října 2011     | Belfast             | Severní Irsko           | Odyssey Arena                               |
| 27. října 2011     | Londýn              | Anglie                  | The O2 Arena                                |
| 28. října 2011     | Londýn              | Anglie                  | The O2 Arena                                |
| 30. října 2011     | Birmingham          | Anglie                  | LG Arena                                    |
| 31. října 2011     | Londýn              | Anglie                  | Wembley Arena                               |
| 3. listopadu 2011  | Newcastle upon Tyne | Anglie                  | Metro Radio Arena                           |
| 5. listopadu 2011  | Sheffield           | Anglie                  | Motorpoint Arena Sheffield                  |
| 6. listopadu 2011  | Manchester          | Anglie                  | Manchester Arena                            |
| 9. listopadu 2011  | Lisabon             | Portugalsko             | Pavilhão Atlântico                          |
| Asie               |                     |                         |                                             |
| 11. listopadu 2011 | Abu Dhabi           | Spojené arabské emiráty | Yas Arena                                   |
| Jižní Amerika      |                     |                         |                                             |
| 15. listopadu 2011 | Rio de Janeiro      | Brazílie                | Praça da Apoteose                           |
| 18. listopadu 2011 | São Paulo           | Brazílie                | Arena Anhembi                               |
| 20. listopadu 2011 | La Plata            | Argentina               | Estadio Ciudad de La Plata                  |
| 22. listopadu 2011 | Santiago de Chile   | Chile                   | Julio Martínez Prádanos National Stadium    |
| 24. listopadu 2011 | Lima                | Peru                    | Estadio Monumental "U"                      |
| 26. listopadu 2011 | Bogotá              | Kolumbie                | Simón Bolívar Park                          |
| 28. listopadu 2011 | Caracas             | Venezuela               | Estadio de Fútbol Universidad Simón Bolívar |
| Severní Amerika    |                     |                         |                                             |
| 1. prosince 2011   | Guadalajara         | Mexiko                  | Estadio Tres de Marzo                       |
| 3. prosince 2011   | Mexico City         | Mexiko                  | Foro Sol                                    |
| 4. prosince 2011   | Mexico City         | Mexiko                  | Monumento a la Revolución                   |
| 5. prosince 2011   | Monterrey           | Mexiko                  | Auditorio Banamex                           |
| 8. prosince 2011   | Santo Domingo       | Dominikánská republika  | Estadio Olímpico Félix Sánchez              |
| 10. prosince 2011  | San Juan            | Portoriko               | José Miguel Agrelot Coliseum                |